# Pseudotocepheus dentatus
Pseudotocepheus dentatus är en kvalsterart som beskrevs av Grobler 1998. Pseudotocepheus dentatus ingår i släktet Pseudotocepheus och familjen Tetracondylidae. Inga underarter finns listade i Catalogue of Life.